# Un bon garçon (film)
Pour plus de détails, voir Fiche technique et Distribution.
Un bon garçon (Хороший мальчик, Khoroshiy maltchik) est un film russe réalisé par Oxana Karas, sorti en 2016.

## Synopsis
Six jours dans la vie du lycéen Kolia Smirnov.

## Fiche technique
- Titre original : Хороший мальчик, Khoroshiy maltchik
- Titre français : Un bon garçon
- Réalisation : Oxana Karas
- Scénario : Roman Kantor et Mikhaïl Mestetski
- Photographie : Syuzanna Musaeva
- Montage : Oxana Karas et Vasiliy Solovev
- Musique : Mikhail Morskov et Marina Sobyanina
- Pays d'origine : Russie
- Format : Couleurs - 35 mm - 2,35:1
- Genre : comédie dramatique
- Durée : 95 minutes
- Dates de sortie :
  -  Russie : juin 2016 (Kinotavr 2016), 11 novembre 2016 (sortie nationale)

## Distribution
- Semion Treskounov : Kolia Smirnov
- Mikhaïl Efremov : Vladimir Dronov
- Constantin Khabenski : Alexander Smirnov
- Anastasia Bogatyryova : Ksysha Dronova
- Ieva Andreevajte  : Alisa Denisovna
- Alexandre Pal : Stanislav Ilyich

## Distinction

### Récompense
- Kinotavr 2016 : Grand Prix[1].